# Мотивационный опросник Drives
Мотивационный опросник Drives – психометрическая методика для оценки особенностей индивидуальной мотивации работников. Позволяет выявить источники энергии и силы в ежедневной работе. Информация об этих "драйверах" помогает более эффективно мотивировать и стимулировать сотрудника, повышая тем самым рабочую эффективность, и избежать профессионального выгорания. Используется HR-специалистами и руководителями для поддержания мотивации сотрудников,  повышения вовлеченности и лояльности. Разработан командой психологов под руководством Роджера Холдсуорта, автора теста OPQ, личностного опросника Dimensions и тестов способностей Elements.

## Отчет о результатах
Карта мотивационного профиля респондента в отчете опросника Drives представлена в виде лепестковой диаграммы. На шкалах диаграммы факторы, сильно влияющие на мотивацию, будут находиться ближе к внешнему краю профиля. Данные факторы работы вероятнее всего мотивируют человека и вызывают энтузиазм. И наоборот, те факторы, которые расположены ближе к центру профиля, в наименьшей степени вдохновляют или вызывают энтузиазм респондента.
Финальный отчет представляет собой набор форм, различающихся по глубине представления в зависимости от пользователя:
- Для респондента  – базовый обзор индивидуальных устремлений
- Для руководителей – содержит  практические рекомендации для линейных руководителей к тому, как вовлекать сотрудников на рабочих местах
- Для коучей и бизнес тренеров – углубленный отчет, предоставляющий подробную расшифровку мотивационных факторов с использованием 48 индикаторов. Предназначен для применения коучем, чтобы помочь индивиду получить общее представление об особенностях его мотивации и разобраться в деталях того, что им движет

## Модель опросника
Опросник Drives измеряет факторы мотивации, которые стимулируют и определяют рабочее поведение сотрудника. Они объединены в четыре области, блока мотивирующих факторов:
- Результат - насколько важно для сотрудника личностное развитие через преодоление вызовов и достижение целей.
- Люди - насколько сотруднику важен социум и взаимоотношения с другими людьми.
- Статус - что мотивирует человека двигаться по карьерной лестнице.
- Комфорт - характеристики рабочей среды, обеспечивающие сотруднику комфортные условия.

Каждая из областей исследования рассматривается по четырем шкалам (драйверам, мотиваторам), которые в свою очередь оцениваются по трем суб-шкалам (индикаторам).
Таким образом, кумулятивно мотивационно-ценностный опросник Drives оценивает респондента по 48 индикаторам:
| Сфера     | Драйвер (шкала)             | Описание драйвера (шкалы)                                                                                    | Индикатор (суб-шкала)                  | Описание индикатора (суб-шкалы)                                                                    |
| --------- | --------------------------- | --- | -------------------------------------- | -------------------------------------------------------------------------------------------------- |
| РЕЗУЛЬТАТ | Достижение                  | Решать сложные задачи и достигать результата                                                                 | Сложные задачи                         | Решать сложные задачи и бороться с вызовами                                                        |
| РЕЗУЛЬТАТ | Достижение                  | Решать сложные задачи и достигать результата                                                                 | Целеустремленность                     | Иметь четкие цели и задачи в работе                                                                |
| РЕЗУЛЬТАТ | Достижение                  | Решать сложные задачи и достигать результата                                                                 | Конкуренция                            | Иметь возможность конкурировать и сравнивать свои успехи в работе с результатами окружающих        |
| РЕЗУЛЬТАТ | Обучение                    | Учиться работать лучше и эффективнее, проявлять любознательность                                             | Любознательность                       | Интересоваться новыми, нестандартными способами выполнения работы                                  |
| РЕЗУЛЬТАТ | Обучение                    | Учиться работать лучше и эффективнее, проявлять любознательность                                             | Приобретение знаний                    | Обучаться и усваивать новые знания                                                                 |
| РЕЗУЛЬТАТ | Обучение                    | Учиться работать лучше и эффективнее, проявлять любознательность                                             | Мастерство                             | Доводить до совершенства результаты своей работы                                                   |
| РЕЗУЛЬТАТ | Новаторство                 | Брать на себя инициативу, изобретать, находить и внедрять новые подходы в работе                             | Новые возможности                      | Выявлять новые возможности и открывать новые горизонты в работе                                    |
| РЕЗУЛЬТАТ | Новаторство                 | Брать на себя инициативу, изобретать, находить и внедрять новые подходы в работе                             | Творчество                             | Нестандартно мыслить и предлагать новаторские пути решения рабочих задач                           |
| РЕЗУЛЬТАТ | Новаторство                 | Брать на себя инициативу, изобретать, находить и внедрять новые подходы в работе                             | Инновации                              | Повышать эффективность рабочих процессов                                                           |
| РЕЗУЛЬТАТ | Самореализация              | Иметь возможности для самореализации в процессе работы, чувствовать, что работа помогает личному развитию    | Личное развитие                        | Профессионально расти в своей области деятельности                                                 |
| РЕЗУЛЬТАТ | Самореализация              | Иметь возможности для самореализации в процессе работы, чувствовать, что работа помогает личному развитию    | Сходство ценностей                     | Разделять ценности компании                                                                        |
| РЕЗУЛЬТАТ | Самореализация              | Иметь возможности для самореализации в процессе работы, чувствовать, что работа помогает личному развитию    | Любимое дело                           | Испытывать гордость от своего вклада в успех компании                                              |
| ЛЮДИ      | Общественный вклад          | Делать общество вокруг и мир в целом лучше                                                                   | Польза для общества                    | Приносить пользу людям за пределами компании                                                       |
| ЛЮДИ      | Общественный вклад          | Делать общество вокруг и мир в целом лучше                                                                   | Социальная ответственность организации | Работать на организацию, чья миссия социально значима                                              |
| ЛЮДИ      | Общественный вклад          | Делать общество вокруг и мир в целом лучше                                                                   | Альтруизм                              | Ставить потребности других людей выше своих собственных                                            |
| ЛЮДИ      | Оказание услуг              | Великолепно работать с клиентами, предоставляя им решения, которые превосходят их ожидания                   | Фокус на работе с клиентами            | Делать работу для клиентов компании на высочайшем уровне                                           |
| ЛЮДИ      | Оказание услуг              | Великолепно работать с клиентами, предоставляя им решения, которые превосходят их ожидания                   | Понимание клиентов                     | Узнавать потребности клиентов                                                                      |
| ЛЮДИ      | Оказание услуг              | Великолепно работать с клиентами, предоставляя им решения, которые превосходят их ожидания                   | Радость клиентов                       | Знать, что клиент счастлив благодаря сделанной для него работе                                     |
| ЛЮДИ      | Принадлежность к группе     | Быть в дружеских отношениях с коллегами, чувствовать себя частью команды                                     | Нахождение в команде                   | Быть частью команды и работать на достижение общего результата                                     |
| ЛЮДИ      | Принадлежность к группе     | Быть в дружеских отношениях с коллегами, чувствовать себя частью команды                                     | Поддержание отношений                  | Поддерживать хорошие отношения с коллегами                                                         |
| ЛЮДИ      | Принадлежность к группе     | Быть в дружеских отношениях с коллегами, чувствовать себя частью команды                                     | Получение поддержки                    | Чувствовать, что в работе можно обратиться за поддержкой и помощью к другим                        |
| ЛЮДИ      | Оказание поддержки          | Получать удовлетворение от вложений в поддержку и развитие других людей и наблюдений за их ростом и успехами | Помощь другим                          | Иметь возможность помогать другим сотрудникам в работе                                             |
| ЛЮДИ      | Оказание поддержки          | Получать удовлетворение от вложений в поддержку и развитие других людей и наблюдений за их ростом и успехами | Целенаправленное развитие других       | Играть важную роль в развитии сотрудников компании                                                 |
| ЛЮДИ      | Оказание поддержки          | Получать удовлетворение от вложений в поддержку и развитие других людей и наблюдений за их ростом и успехами | Успехи других                          | Видеть рост и развитие других людей в организации                                                  |
| СТАТУС    | Власть                      | Держать все под контролем и чувствовать свою значимость благодаря высокой позиции в организации              | Контроль за ситуацией                  | Быть ответственным за результаты проекта                                                           |
| СТАТУС    | Власть                      | Держать все под контролем и чувствовать свою значимость благодаря высокой позиции в организации              | Руководство другими                    | Руководить работой других людей                                                                    |
| СТАТУС    | Власть                      | Держать все под контролем и чувствовать свою значимость благодаря высокой позиции в организации              | Карьерное положение                    | Стремиться занимать высокие должности в организации                                                |
| СТАТУС    | Материальное благосостояние | Приобретать материальные блага и повышать свой социальный статус                                             | Рост дохода                            | Стремиться хорошо зарабатывать                                                                     |
| СТАТУС    | Материальное благосостояние | Приобретать материальные блага и повышать свой социальный статус                                             | Приобретение материальных ценностей    | Быть в состоянии позволять себе приобретение вещей высокого класса                                 |
| СТАТУС    | Материальное благосостояние | Приобретать материальные блага и повышать свой социальный статус                                             | Демонстрация успешности                | Иметь высокий статус в организации                                                                 |
| СТАТУС    | Признание                   | Чувствовать уважение со стороны других людей, ощущать собственную ценность благодаря вкладу в общее дело     | Уважение                               | Чувствовать уважение со стороны других людей                                                       |
| СТАТУС    | Признание                   | Чувствовать уважение со стороны других людей, ощущать собственную ценность благодаря вкладу в общее дело     | Оценка заслуг                          | Быть на хорошем счету у других людей                                                               |
| СТАТУС    | Признание                   | Чувствовать уважение со стороны других людей, ощущать собственную ценность благодаря вкладу в общее дело     | Публичное признание                    | Получать признание за хорошую работу                                                               |
| СТАТУС    | Совершенство                | Выполнять работу в соответствии с высокими стандартами качества                                              | Качество                               | Предоставлять работу высочайшего качества                                                          |
| СТАТУС    | Совершенство                | Выполнять работу в соответствии с высокими стандартами качества                                              | Профессиональная этика                 | Руководствоваться высокими этическими стандартами                                                  |
| СТАТУС    | Совершенство                | Выполнять работу в соответствии с высокими стандартами качества                                              | Эстетика                               | Добиваться изящных решений и совершенства в работе                                                 |
| КОМФОРТ   | Надежность                  | Ощущать надежность, стабильность и социальные гарантии благодаря работе                                      | Надежность работы                      | Работать в одной компании длительное время                                                         |
| КОМФОРТ   | Надежность                  | Ощущать надежность, стабильность и социальные гарантии благодаря работе                                      | Стабильность организации               | Работать в стабильной, давно существующей организации                                              |
| КОМФОРТ   | Надежность                  | Ощущать надежность, стабильность и социальные гарантии благодаря работе                                      | Определенность                         | Иметь четкое представление о том, что ожидается в работе                                           |
| КОМФОРТ   | Самостоятельность           | Иметь свободу и автономию в работе, чтобы самостоятельно определять, что и как делать                        | Самостоятельные решения                | Иметь возможность самостоятельно принимать решения                                                 |
| КОМФОРТ   | Самостоятельность           | Иметь свободу и автономию в работе, чтобы самостоятельно определять, что и как делать                        | Управление своим временем              | Иметь контроль над планированием времени для решения рабочих задач                                 |
| КОМФОРТ   | Самостоятельность           | Иметь свободу и автономию в работе, чтобы самостоятельно определять, что и как делать                        | Простор для действий                   | Иметь свободу действий в том, как выполнять свою работу                                            |
| КОМФОРТ   | Легкость общения            | Иметь возможности для общения и самовыражения на работе                                                      | Веселье                                | Иметь работу, в которой есть место для веселья и возможность хорошо проводить время                |
| КОМФОРТ   | Легкость общения            | Иметь возможности для общения и самовыражения на работе                                                      | Самовыражение                          | Иметь возможность быть самим собой на работе                                                       |
| КОМФОРТ   | Легкость общения            | Иметь возможности для общения и самовыражения на работе                                                      | Приятное окружение                     | Работать с коллегами в комфортной дружеской обстановке                                             |
| КОМФОРТ   | Благополучие                | Иметь безопасную работу и сбалансированный рабочий режим                                                     | Здоровье                               | Иметь работу, которая позволяет вести здоровый образ жизни                                         |
| КОМФОРТ   | Благополучие                | Иметь безопасную работу и сбалансированный рабочий режим                                                     | Баланс работы и личной жизни           | Иметь режим работы, позволяющий заниматься своими делами и выполнять свои обязательства вне работы |
| КОМФОРТ   | Благополучие                | Иметь безопасную работу и сбалансированный рабочий режим                                                     | Безопасность                           | Чувствовать, что рабочая среда является безопасной                                                 |

## См.также
- Психологическое тестирование
- Мотивация
- Мотивация достижения
- Двухфакторная теория мотивации Герцберга
- Пирамида потребностей по Маслоу
- Теория потребностей К. Альдерфера
- Теория характеристик работы
- Теория ожиданий
- Теория X и теория Y
- Мотивация персонала
- Система ценностей
- Потребность
- Профессиональная_деформация